# Битва под Клецком
Кле́цкая би́тва — битва, состоявшаяся 5 августа 1506 года у города Клецка в сегодняшней Беларуси. В ней ведомая князем Михаилом Глинским армия Великого Княжества Литовского разбила крымских татар под предводительством обоих сыновей хана Менгли I Гирея — Фетиха и Бурнаша. Считается одной из наиболее значимых литовских побед над крымскими татарами.

## Предыстория
В середине XIV века ВКЛ находилось в союзе с Хаджи I Гиреем, основателем Крымского ханства. Однако в 1480-х годах его сын Менли I Гирей, пришедший к власти с помощью Османской империи, вступил в союз с Великим княжеством Московским, давним врагом Великого княжества Литовского. Затем Литва вступила в союз с Золотой Ордой и ее остатками Большой Ордой, которые были врагами Крымского ханства.
Во время Русско-литовской войны 1500–1503 годов крымские татары являлись союзниками Москвы и совершали разорительные набеги на литовские города: Слуцк, Клецк и Несвиж и даже угрожали столице Вильне. Поэтому великий князь Александр Ягеллон в 1503 году приказал возвести вокруг Вильны оборонительную стену (завершённую в 1522 году). В августе 1505 года Менли I Гирей послал своего старшего сына грабить территории Минска, Полоцка, Витебска и Новогрудка. Это был не только набег на рабов и добычу, но и политическое давление с целью казни заключенного в тюрьму шейха Ахмеда, последнего хана Большой Орды. Параллельно в литовском сейме начались конфликты между быстро возвышавшимся Михаилом Глинским и Яном Забжезинским. Победителем вышел Михаил Глинский, ставший фаворитом великого князя. Летом 1506 года здоровье великого князя Александра ухудшилось, и он решил созвать сейм в Лиде, для передачи литовского престол своему брату Сигизмунду. Но съезд был прерван 25 июля известием о нашествии татар.

## Битва

План битвы под Клецком.

Поход крымчаков начался в конце мая. В Лоеве они переправились через Днепр и около 20-22 июля разбили свой главный лагерь в Клецке - город был опустошен ими в 1503 году и не представлял серьезной угрозы. Александр уехал в Вильну после того, как поставил Станислава Кишку, великого гетмана литовского, и Глинского во главе обороны. По данным разведчиков, около 20 000 татар разграбили территорию вокруг города Слуцка и подошли к Новогрудку и Лиде.
Литовская армия, во главе с Глинским двинулась из Лиды навстречу татарам (литовцы быстро собрали 7 тысяч человек в Новогрудке) и встретила их у Клецка. Тем временем татары послали половину своих сил меньшими группами для разграбления окрестностей. 3 августа литовцы узнали местонахождение татарского лагеря и всю ночь шли к Клецку, преодолев расстояние около 130 километров за 50 часов - впечатляющее достижение для того времени. Утром 5 августа конница подошла к Клецку и остановилась перед рекой Лань. На противоположном берегу реки стояли подготовленные к битве татары. Несколько часов шла перестрелка. За это время войско ВКЛ подготовило 2 переправы, по которым всадники начали атаку на татар. По правой переправе движение шло быстрее, татары атаковали правое крыло и нанесли большие потери. Глинский поспешил левое крыло и стремительным ударом конницы разрезал татарское войско на две части. Правое крыло тоже перешло в наступление. Часть татар попала в клещи, другие начали убегать. Хоругви Глинского отправились в погоню, брали пленных возле Слуцка, Петрикова и на землях будущей Украины.
Ещё несколько дней войско ВКЛ перехватывало отдельные татарские отряды, которые вели под Клецк пленных с окрестностей. Было освобождено около 40 тысяч человек, которых татары собирались увести в Крым, захвачено 30 тысяч лошадей.

## Последствия
В 1506 году Якуб Ивашинцович был направлен польским Королём Сигизмундом I Казимировичем послом к «Царю Перекопскому», то есть Крымскому хану Менгли Гирею, с поручением добиться мира. Миссия Якуба увенчалась успехом, Крымское ханство согласилось стать союзником Польши и Великого княжества Литовского против Московского княжества: «братомъ своимъ Королемъ и Великимъ Княземъ Жикгимонтомъ отъ тыхь часовъ сердечную приязнь и верное нельстивое братъство». В конце года, на коронации великого князя литовского Сигизмунда присутствовал крымский посол Таваккул и казанский посол. В следующем 1507 году, в Крым с посольствами ездили Петр Фурс и Якуб Иваншенцович, после которого Менгли-Гирей отказывался признавать законность правления Василия III Ивановича, мотивируя это тем, что русский правитель нарушил присягу, также Менгли-Гирей, выдал Сигизмунду I ярлык на «многие славянские земли», в котором жаловал великого князя не только землями Великого княжества Литовского, но и значительными территориями, принадлежащими русским, включая Новгород, Рязань, Псков, а также утраченными в русско-литовской войне 1500–1503 годов северскими землями. Литовцам как союзникам присягнули сам хан и его брат Ямгурчи, а также сыновья хана – Мехмед, Ахмед, Махмуд, Фетих, Бурнаш, племянник хана Япанча, а также лидеры кланов Ширинов, Барынов, Сиджиутов и Мангытов. Несмотря на то, что союз продержался один год и мятеж Глинского, он позволил закончить русско-литовскую войну 1507-1508 годов, без потерь.